# Donnie Butcher
Donnis "Donnie" Butcher (Williamsport, Kentucky, 8 de febrer de 1936 – Hartland, Michigan, 8 d'octubre de 2012) va ser un jugador i entrenador de bàsquet Estats Units que va disputar cinc temporades a l'NBA, a més d'exercir durant tres temporades com a entrenador dels Detroit Pistons.

## Trajectòria esportiva

### Universitat
Va jugar durant la seva etapa universitària al Pikeville College, sent l'únic jugador sortit de les seves aules en arribar a jugar com a professional a l'NBA.

### Professional
Va ser triat en la seixantena posició del Draft de l'NBA de 1961 per New York Knicks,on va jugar dues temporades, sent la més destacada la segona d'elles, en la qual d'una mitjana 7,0 punts i 2,6  rebots per partit.
Poc després de començada la  temporada 1963-64 es va veure embolicat en un acord a tres bandes, pel qual el traspassaven a Detroit Pistons juntament amb  Bob Duffy, els Cincinnati Royals enviaven a Bob Boozer als Knicks, i els pistons a Larry Staverman als Royals i Johnny Egan als Knicks. Allà va jugar tres temporades, sent la millor de totes les de la seva arribada, en què va fer els millors números de la seva carrera, amb una mitjana 8,6 punts i 5,0 rebots per partit.

### Entrenador
Gairebé amb la  temporada 1966-67 acabada, és contractat com a entrenador dels Pistons, substituint en el càrrec a Dave DeBusschere. A l'any següent disputaria la seva única temporada completa, en la qual aconseguiria 40 victòries i 42 derrotes, classificant al seu equip per als  playoffs, on caurien derrotats en primera ronda pels Boston Celtics.
A l'any següent, després de 22 partits en els que aconsegueix 10 victòries, és reemplaçat per Paul Seymour.